# アピタ千代田橋店
アピタ千代田橋店（アピタちよだばしてん）は、愛知県名古屋市千種区千代田橋にある、ユニー株式会社のGMS型ショッピングセンターである。

## 概要
1979年（昭和54年）10月、中部旭紡績名古屋工場跡に建設・開店したユニーの郊外型ショッピングセンター、「サンテラス千代田橋」を2004年（平成16年）9月に建て替えた大型ショッピングセンター。イオンナゴヤドーム前ショッピングセンター（現在のイオンモールナゴヤドーム前）の進出に対抗する為、売上好調だった旧店舗を一旦閉店し、競争力アップを図った。3CAN4ON、無印良品、ベネトン、カルディコーヒーファームなどのテナントを導入する等、工夫が凝らされている。旧高齢者、身体障害者等が円滑に利用できる特定建築物の建築の促進に関する法律（ハートビル法）の認定を受けたハートビル店舗である。
2012年（平成24年）1月30日、食品循環資源の再生資源化の取組みなどの理由で、 (財) 日本環境協会より、エコマーク商品
類型 NO.501「小売店舗 Version1.0」の第1号店舗として、同店が認定を受けている。

## テナント
建物の地下1階、4階、5階、R（屋上）階は駐車場で、1階〜3階が売場である。各階北側がアピタ千代田橋店、南側が専門店街となっている。
3階はアピタ日用品、アミューズメント、フードコートが入居している。2階はアピタ衣料品売場や衣料品テナントがある。1階はアピタ食品売場を中心に飲食、サービス系テナントを配置している。

## 交通
- 名古屋市営地下鉄名城線 茶屋ヶ坂駅2番出口エレベーターより徒歩で約15分。
- 基幹バス「汁谷」停留所より徒歩で約3分。
- 出来町通（愛知県道215号田籾名古屋線）沿い。

## 付近の施設
- 砂田橋ショッピングセンター（東区砂田橋）
- ナゴヤドーム（東区大幸南）
- アスティショッピングセンター（千種区京命一丁目） - ヤマナカと23の専門店。
- 名古屋市立千代田橋小学校
- 名古屋市立千種中学校
- KKR東海病院